# Michael Newman (1957–2024)
Michael Newman (ur. 1957 w hrabstwie Los Angeles, zm. 20 października 2024 w Los Angeles) – amerykański ratownik, strażak, aktor i kaskader, najlepiej znany z serialu telewizyjnego Słoneczny patrol (Baywatch), gdzie grał samego siebie – ratownika „Newmie”.

## Życiorys

### Wczesne lata
Jego starszy brat został także zawodowym ratownikiem w Hrabstwie Los Angeles. Mając dziesięć lat Michael Newman wstąpił do młodszych ratowników Santa Monica Junior Lifeguard. Stał się miłośnikiem kąpieli oraz sportów wodnych. Ukończył Palisades High School. Później uczęszczał do Uniwersytetu Kalifornijskiego w Santa Barbara, gdzie specjalizował się w reklamie. Zdał egzamin na zawodowego strażaka, czekając na zatrudnione jako ratownik.

### Kariera
W 1989 roku Newman dołączył do swojego przyjaciela i kolegi ratownika, Grega Bonanna, jako doradca techniczny serialu Słoneczny patrol (Baywatch). Pozostał na planie filmowym, stając się w latach 1989–2000 stałym członkiem obsady. Był jedynym prawdziwym ratownikiem biorącym udział w tej produkcji telewizyjnej, która uczyniła go międzynarodową gwiazdą na przestrzeni lat. Newman miał nawet swój oficjalny fanklub na wysokości jego popularności.
W 1996 roku Newman wygrał Narodowe Mistrzostwa Ironman.
W 1998 roku pojawiał się jako ratownik w komedii Witamy w Hollywood (Welcome to Hollywood) u boku Cuby Gooding Jr. Scotta Wolfa i Petera Facinelli, a rok potem wystąpił w roli Caseya w dramacie sensacyjnym Śmiertelna rozgrywka (Enemy Action, 1999) z udziałem C. Thomasa Howella, Louisa Mandylora, Eda O’Rossa, Richarda Lyncha i Beaty Poźniak.

### Życie prywatne
Zamieszkał w Pacific Palisades w Kalifornii z żoną Sarah i ich dwójką dzieci – synem Chrisem i córką Emily. Zajął się sprzedażą nieruchomości.
W listopadzie 2011 Newman ujawnił, że po uzyskaniu pomocy medycznej na skutek drżenia rąk rozpoznano u niego chorobę Parkinsona.